# Людвіг Шульц
Людвіг Шульц (нім. Ludwig Schulz; 4 серпня 1896, Лісса — 10 грудня 1966, Мюльгайм-на-Рурі) — німецький офіцер, генерал-майор люфтваффе (1 жовтня 1944). Кавалер Лицарського хреста Залізного хреста з дубовим листям.

## Біографія
Після початку Першої світової війни 9 вересня 1914 року вступив добровольцем в 227-й резервний піхотний полк. З лютого 1918 року воював у складі авіаційних з'єднань, з грудня 1918 року — в лавах Добровольчого корпусу «Нойфвілль». 30 вересня 1920 року звільнений із армії.
1 лютого 1935 року вступив в люфтваффе, з лютого 1936 року служив в 153-й бомбардувальній ескадрі. З 1 лютого 1937 року — інструктор із тактики 5-го авіаційного училища. З 3 вересня 1938 року — начальник групи штабу 2-го авіакорпусу. З 1 листопада 1939 року — командир 1-ї групи 76-ї бомбардувальної ескадри. Під час Французької кампанії 2 червня 1940 року був поранений. З 28 липня 1940 року — начальник 5-го авіаційного училища та комендант авіабази в Бреслау-Шенгартені, наприкінці війни очолив створену на базі училища бойову групу, з якою взяв участь у бойових діях. З 22 лютого 1945 року — вищий командувач авіаційних училищ. 8 травня 1945 року взятий у полон американськими військами. 1 травня 1947 року звільнений.

## Звання
- Військовий доброволець (9 вересня 1914)
- Єфрейтор (17 червня 1915)
- Унтерофіцер резерву (27 серпня 1915)
- Віцефельдфебель резерву (21 грудня 1915)
- Лейтенант резерву (31 серпня 1916)
- Лейтенант (30 вересня 1920)
- Гауптман (1 лютого 1935)
- Майор (1 серпня 1937)
- Оберстлейтенант (19 липня 1940)
- Оберст (1 квітня 1942)
- Генерал-майор (1 жовтня 1944)

## Нагороди
- Залізний хрест 2-го і 1-го класу
- Нагрудний знак пілота-спостерігача (Пруссія)
- Почесний хрест ветерана війни з мечами
- Нагрудний знак пілота
- Медаль «За вислугу років у Вермахті» 4-го класу (4 роки)
- Медаль «У пам'ять 1 жовтня 1938 року»
- Застібка до Залізного хреста
  - 2-го (14 травня 1940)
  - 1-го класу (23 травня 1940)
- Почесний Кубок Люфтваффе (8 липня 1940)
- Лицарський хрест Залізного хреста з дубовим листям
  - лицарський хрест (16 серпня 1940)
  - дубове листя (№747; 19 лютого 1945)
- Нагрудний знак люфтваффе «За наземний бій»
- Нагрудний знак «За поранення» в чорному